# Язґарка
Язґарка (пол. Jazgarka) — село в Польщі, у гміні Кадзідло Остроленцького повіту Мазовецького воєводства.
Населення — 310 осіб (2011).
У 1975-1998 роках село належало до Остроленцького воєводства.

## Демографія
Демографічна структура станом на 31 березня 2011 року:
|          | Загалом | Допрацездатний вік | Працездатний вік | Постпрацездатний вік |
| -------- | ------- | ------------------ | ---------------- | -------------------- |
| Чоловіки | 169     | 42                 | 102              | 25                   |
| Жінки    | 141     | 31                 | 78               | 32                   |
| Разом    | 310     | 73                 | 180              | 57                   |